# Puchar Azji w snowboardzie 2022/2023
Puchar Azji w snowboardzie w sezonie 2022/2023 to kolejna edycja tej imprezy. Cykl rozpoczął się 2 marca 2023 r. w południowokoreańskim ośrodku narciarskim High1 Resort zawodami w slalomie gigancie równoległym, natomiast finałowe zmagania zwieńczono 31 marca tego samego roku w japońskiej Hakubie zawodami w konkurencji big air.

## Konkurencje
- PSL - slalom równoległy
- PGS - gigant równoległy
- SS - slopestyle
- BA - big air

Na liście klasyfikacji widnieje również oznaczenie PAR, które nie odzwierciedla żadnej konkurencji. Jest to zsumowana klasyfikacja PSL i PGS.

## Kalendarz i wyniki Pucharu Azji

### Mężczyźni
| Lp. | Data          | Miejscowość  | Konkurencja | 1. miejsce    | 2. miejsce       | 3. miejsce    |
| --- | ------------- | ------------ | ----------- | ------------- | ---------------- | ------------- |
| 1.  | 2 marca 2023  | High1 Resort | PGS         | Kim Sang-kyum | Naoki Kanematsu  | Cho Wan-hee   |
| 2.  | 3 marca 2023  | High1 Resort | PSL         | Kim Sang-kyum | Hong Seung-yeong | Cho Wan-hee   |
| 3.  | 29 marca 2023 | Hakuba       | SS          | Kira Kimura   | Yuto Miyamura    | Kensho Yamase |
| 4.  | 31 marca 2023 | Hakuba       | BA          | Yuto Yamada   | Kensho Yamase    | Wayu Inokuchi |

### Klasyfikacje
| Lp. | Zawodnik         | Punkty |
| --- | ---------------- | ------ |
| 1.  | Kim Sang-kyum    | 200    |
| 2.  | Hong Seung-yeong | 125    |
| 3.  | Naoki Kanematsu  | 120    |
| 4.  | Cho Wan-hee      | 120    |
| 5.  | Cho Soung-hee    | 90     |
| 6.  | Ma Jun-ho        | 67     |
| 7.  | Lee Jung-hoo     | 60     |
| 7.  | Yun Chang-ha     | 60     |
| 9.  | Park Ji-sung     | 58     |
| 9.  | Ryusho Yogo      | 58     |

| Lp. | Zawodnik        | Punkty |
| --- | --------------- | ------ |
| 1.  | Kira Kimura     | 145    |
| 2.  | Kensho Yamase   | 140    |
| 3.  | Yuto Yamada     | 129    |
| 4.  | Yuto Miyamura   | 95     |
| 5.  | Wayu Inokuchi   | 86     |
| 6.  | Kaito Hamada    | 74     |
| 7.  | Ryoji Fujiya    | 68     |
| 8.  | Yuto Kimura     | 61     |
| 9.  | Haruhi Tsuji    | 56     |
| 10. | Hanato Minamiya | 54     |

### Kobiety
| Lp. | Data          | Miejscowość  | Konkurencja | 1. miejsce      | 2. miejsce      | 3. miejsce      |
| --- | ------------- | ------------ | ----------- | --------------- | --------------- | --------------- |
| 1.  | 2 marca 2023  | High1 Resort | PGS         | Jeong Hae-rim   | Ayana Koshisaka | Jeong Soo-rim   |
| 2.  | 3 marca 2023  | High1 Resort | PSL         | Ayana Koshisaka | Jang Seo-hee    | Sakura Oshima   |
| 3.  | 29 marca 2023 | Hakuba       | SS          | Yui Kotani      | Momo Suzuki     | Kiara Morii     |
| 4.  | 31 marca 2023 | Hakuba       | BA          | Kiara Morii     | Momo Suzuki     | Suzuka Ishimoto |

### Klasyfikacje
| Lp. | Zawodniczka     | Punkty |
| --- | --------------- | ------ |
| 1.  | Ayana Koshisaka | 180    |
| 2.  | Jang Seo-hee    | 116    |
| 3.  | Sakura Oshima   | 110    |
| 4.  | Jeong Hae-rim   | 100    |
| 5.  | Jeong Soo-rim   | 100    |
| 6.  | Sakura Yogo     | 85     |
| 7.  | Noa Murata      | 82     |
| 8.  | Jung Da-woon    | 81     |
| 9.  | Jung Seo-yeong  | 55     |
| 9.  | Ran Nozaki      | 55     |

| Lp. | Zawodniczka       | Punkty |
| --- | ----------------- | ------ |
| 1.  | Kiara Morii       | 160    |
| 2.  | Momo Suzuki       | 160    |
| 3.  | Yui Kotani        | 136    |
| 4.  | Kanami Okuyama    | 100    |
| 5.  | Suzuka Ishimoto   | 82     |
| 6.  | Kokona Sakakibara | 81     |
| 7.  | Suzuha Maeda      | 80     |
| 8.  | Kokomi Sano       | 58     |
| 9.  | Hanon Tsuchiya    | 58     |
| 10. | Nanoha Shishido   | 50     |